# Mangora volcan
Mangora volcan là một loài nhện trong họ Araneidae.
Loài này thuộc chi Mangora. Mangora volcan được Herbert Walter Levi miêu tả năm 2005.